# 刘承锡
刘承锡（10世纪？—968年），又名刘锡，中國五代十國时皇子，北汉世祖刘旻之子，睿宗刘承钧的弟弟。
刘承钧死后没有儿子，也没有传位给弟弟。传位给了外甥刘继恩，刘继恩死后，同母异父弟刘继元（也是刘承钧、刘铙兄弟的外甥）即位。刘镐、刘锡、刘铙在兄弟中有贤德的行止。英武帝刘继元采纳小人的建议，把他和兄弟刘镐、刘铙幽禁在别室，不满一年他們三人就在狱中死去。